# أيد
أَيْد (بالإنجليزية: Aide)‏، في الأساطير الباسكية، هي إلهة الرياح، الهواء عمومًا. ويمكن أن تظهر نفسها في كل من الأشكال الجيدة للهواء (النسيم اللطيف) أو الشر (الرياح العاصفة). وهي قوة طبيعية تلعب دورين: فهي إما تُعين وتساعد الإنسان، وإما تقف بالضد من أفعاله.